# Courbe de rotation des galaxies

Courbes de rotation d'une galaxie spirale typique : en A courbe prédite, en B courbe observée. La différence entre les deux courbes est attribuée à la matière noire,.

La courbe de rotation d'une galaxie peut être représentée par un graphe qui pointe la vitesse orbitale des étoiles ou du gaz dans la galaxie sur l'axe des Y en fonction de leur distance depuis le centre de la galaxie sur l'axe des X.
Une règle (ou loi) générale de rotation des disques de particules en rotation peut s'énoncer ainsi : les galaxies dont la distribution des masses est uniforme ont des courbes de rotation croissante du centre vers les bords. Les galaxies ayant un noyau au centre du disque  (ligne B de la figure) ont une courbe de rotation plate et horizontale du centre vers les bords, alors que les systèmes dont la majeure partie de la masse est concentrée au centre de leur disque de rotation (ligne pointillée A sur la Figure), telles que le système planétaire du Soleil ou le système des lunes de Jupiter, ont une courbe de rotation décroissante du centre vers les bords.
On observe que certaines étoiles tournent autour du centre de leur galaxie à une vitesse constante dans une large gamme de distance depuis le centre de la galaxie. On peut ainsi calculer qu'elles tournent autour d'un disque de matière avec un noyau central. La plupart des galaxies à faible brillance de surface (LSB, de l'anglais Low Surface Brightness) tournent selon une courbe de rotation croissante du centre vers les bords, ce qui indique qu'elles n'ont qu'un faible noyau central. Et les étoiles tournent beaucoup plus vite que si elles se trouvaient dans un potentiel newtonien libre.
Le problème de la rotation des galaxies est la différence entre l'interprétation du rapport luminance/masse observé de la matière dans les portions de disque des galaxies spirales et le rapport luminance/masse de la matière dans le cœur des galaxies[pas clair]. Dans les années 2000, des spécialistes pensent que cette différence trahit la présence de matière noire qui pénètre la galaxie et s'étend dans son halo galactique (un halo de matière noire). Une explication alternative tient dans la modification des lois de la gravité, telle que proposée par la théorie MOND.

## Histoire et description du problème
En 1959, Louise Volders démontra que la galaxie spirale M33 (la galaxie du Triangle) ne tourne pas comme on s'y attendait d'après la dynamique de Kepler, résultat qui s'étendit à de nombreuses autres galaxies spirales dans les années 1970. Sur la base de ce modèle, la matière (telle que les étoiles et le gaz) dans la portion de disque d'une galaxie spirale devrait orbiter autour du centre de la galaxie de la même façon que les planètes dans le Système solaire orbitent autour du Soleil, c'est-à-dire selon les lois de la mécanique newtonienne. Sur cette base, on s'attendrait à ce que la vitesse orbitale moyenne d'un objet situé à une distance spécifiée de la majorité des distributions de masses décroisse en raison inverse de la racine carrée du rayon de l'orbite (la ligne pointillée de la figure 1). Lors de la découverte des différences, on a pensé que la plus grosse partie de la masse de la galaxie devait se trouver dans le noyau galactique près du centre. La direction de la rotation découlait de la façon dont la galaxie s'est formée.
Cependant, les observations de la courbe de rotation des galaxies spirales ne le confirment pas. Au contraire, les courbes ne diminuent pas comme attendu en fonction de l'inverse du carré, mais sont "plates" ; à l'extérieur du noyau central, la vitesse est presque constante en fonction du rayon (en trait plein sur la Fig. 1). L'explication qui nécessite l'ajustement fin aux lois physiques de l'Univers[Quoi ?] est celle de l'existence d'une quantité substantielle de matière éloignée du centre des galaxies qui n'émet aucune lumière dans le rapport masse/lumière du noyau central. Les astronomes proposent l'idée que cette masse supplémentaire soit due à la matière noire dans le halo galactique, formant un halo de matière noire, dont l'existence fut initialement postulée par Fritz Zwicky quelque quarante années plus tôt dans son étude sur des masses des amas de galaxies. De nos jours, il existe un grand nombre d'éléments de preuves observationnelles qui mettent en évidence la présence de matière noire froide, et son existence est une composante majeure du modèle ΛCDM qui décrit la cosmologie de l'Univers.

## Recherches avancées
Des travaux récents sur les courbes de rotation des galaxies, dont le rôle dans la conviction de l'existence de la matière noire fut des plus déterminants, présentent certains de ses défis les plus importants. Dans les années 1990, des études détaillées des courbes de rotation des galaxies à faible brillance de surface (ou galaxies LSB, de l'anglais  low surface brightness galaxies)
et sur leur position sur la relation de Tully-Fishermontrèrent qu'elles ne se comportaient pas comme prévu. Ces galaxies devaient être dominées par la matière noire d'une façon surprenante. Cependant, de telles galaxies naines dominées par la matière noire pouvaient détenir la clé pour résoudre le problème des galaxies naines de la formation des structures.
D'autres défis à la théorie de la matière noire, ou au moins sa forme la plus populaire, la matière noire froide (CDM pour l'anglais cold dark matter) provinrent de l'analyse des centres des galaxies à faible brillance de surface. Des simulations numériques basées sur la CDM donnaient des prédictions des formes des courbes de rotation au centre des systèmes dominés par la matière sombre, comme ces galaxies. Des observations des courbes de rotation réelles ne montraient les formes prédites. Les cosmologistes théoriciens considèrent que ce problème appelé Problème de concentration du halo de matière noire froide comme une question soluble.
Que cette théorie de la matière noire continue d'être défendue comme une explication pour la courbe de rotation des galaxies s'explique par le fait que la preuve de la matière noire ne dérive pas seulement de ces courbes. Elle est seule à simuler avec succès la formation des structures à grande échelle que l'on peut voir dans la distribution des galaxies ainsi qu'à expliquer la dynamique des groupes et amas de galaxies (telle que Zwicky l'avait proposé initialement). La matière noire prédit également convenablement les résultats des observations des  lentilles gravitationnelles.

## Alternatives à la matière noire
Il existe un nombre limité de tentatives de trouver des explications alternatives à la matière noire pour expliquer les courbes de rotation des galaxies. L'une des plus discutées est la théorie MOND (de l'anglais Modified Newtonian Dynamics), proposée à l'origine comme une explication phénoménologique depuis 1983, mais dont on s'est aperçu qu'elle dispose d'un pouvoir prédictif pour les courbes de rotation des galaxies LSB. Ceci suppose que la physique de la gravité change aux grandes échelles mais, jusqu'à récemment, ce n'était pas une théorie relativiste. Cependant, ceci a changé avec le développement de la théorie de la gravité tenseur-vecteur-scalaire (TeVeS). Une alternative ayant obtenu plus de succès est la théorie de la gravité modifiée (en anglais MOdified Gravity, MOG) de Moffat telle que la gravité scalaire-tenseur-vecteur (STVG). Brownstein et Moffat ont appliqué la théorie MOG à la question de la courbe de rotation des galaxies, et appliqué les adaptations à un large échantillon des plus de 100 galaxies LSB, ainsi que de galaxies HSB (pour High Surface Brightness, en français, haute brillance de surface) ou galaxies naines. Chaque courbe de rotation des galaxies fut adaptée sans matière noire, en utilisant seulement les données photométriques (matière stellaire et gaz visibles) et, en alternance, un modèle de distribution de masse à deux paramètres qui ne présumait d'aucun rapport masse/lumière. Les résultats furent comparés à ceux de MOND et furent presque indistinctement à la limite des données des courbes de rotation, alors que MOND prédisait une courbe de rotation éternellement plate, et alors que MOG prédit un retour final à la loi de la force gravitationnelle en carré inverse. D'autres alternatives sans hypothèses manifestes de matière noire sont basées sur des modèles de théorie du vide superfluide selon l'équation logarithmique de Schrödinger,,. Bien que ces alternatives ne soient pas encore considérées par la communauté des astronomes comme aussi convaincantes que le modèle de la matière noire, des études de lentilles gravitationnelles peuvent fournir les moyens de séparer les prédictions de théories alternatives de la gravitation des explications de la matière noire.